# رغل باري
رغل باري (الاسم العلمي: Atriplex parryi) هو نوع نباتي يتبع جنس الرغل من فصيلة القطيفية.